# Daniel Rebillard
Daniel Rebillard (* 20. Dezember 1948 in Tournan-en-Brie, Département Seine-et-Marne) ist ein ehemaliger französischer Radsportler.
Bei den Olympischen Sommerspielen 1968 in Mexiko-Stadt gewann er die Goldmedaille in der Einerverfolgung. In der Mannschaftsverfolgung belegte er den fünften Platz. Zu dieser Zeit wurde er vom früheren Weltmeister Louis Gérardin trainiert.
1969 wurde er bei der Bahnrad-Weltmeisterschaft Dritter in der Mannschaftsverfolgung. Er gewann mit seinem Verein CSM Puteaux die französische Meisterschaft in der Mannschaftsverfolgung. Im selben Jahr wechselte er zum Straßenradsport, allerdings gelang ihm während seiner fünfjährigen Profikarriere kein einziger Sieg. 1973 konnte er den französischen Meistertitel in der Einerverfolgung gewinnen, 1974 trat er vom Spitzensport zurück.